# تايرون جيوردانو
تايرون جيوردانو (بالإنجليزية: Tyrone Giordano)‏ ولد في 18 أبريل 1976 بهارتفورد في الولايات المتحدة. هو ممثل سينما وتلفزيون أمريكي أصم. وهو معروف بأدواره في عرضالنهر الكبير الموسيقي وفيلم حجر العائلة .

## النشأة والتعليم
ولد جيوردانو في هارتفورد بولاية كونيتيكت لأبوين أصمين.  ذهب إلى مدرسة مونتغمري بلير الثانوية في سيلفر سبرينج بولاية ماريلاند وجامعة جالوديت في واشنطن . 

## حياته المهنية
في عام 1999 ، كان جيوردانو عضوًا في فرقة صغيرة من الممثلين الصم والسامعين عندما فاز بأول دور محترف له كعضو في خورس في إنتاج مسرح أرينا لفيلم The Miracle Worker (صانع المعجزات).  في عام 2001 ، التحق ببرنامج مسرح ويست للصم الصيفي المدرسي، وفي ذلك الخريف تم تكريمه في الدور الرائد لـ هاكلبيري فين في النهر الكبير المشهود له بشكل كبير في لوس أنجلوس . حقق النهر الكبير نجاحًا كبيرًا في مسرح ويست للصم وأجرى جولة ثانية في منتدى مارك تابر . واصلت النهر الكبير رحلتها، عائدة إلى برودواي في مسرح الخطوط الجوية الأمريكية في صيف عام 2003 ، محتفظة ببعض أعضائها الأصليين في عامي 2001 و 2002. بسبب أدائه في برودواي، تم ترشيح جيوردانو لجائزة مكتب الدراما لعام 2004 عن ممثل متميز في مسرحية موسيقية ، وخسر أمام هيو جاكمان . تم تكريم فريق الممثلين في عرض برودواي من النهر الكبير بجائزة توني أونورز لعام 2004 للتميز في المسرح .  بقي جيوردانو مع النهر الكبير في معظم جولاته الوطنية التي استمرت لمدة عام (من يونيو 2004 إلى يونيو 2005) بالإضافة إلى جولته في اليابان .
أثناء قيامه بجولة مع النهر الكبير ، اختير جوردانو في حجر العائلة (2005) ، حيث لعب دور مثلي أصم.  كما أنه يلعب دور الشقيق الأصم لشخصية آشتون كوتشر في فيلم يشبه الحب كثيرا لعام 2005 ، وشارك ديان لين بطولة لا يمكن تعقبها في عام 2008 ، وفي الأيام الثلاثة المقبلة مع راسل كرو . وقد ظهر في حلقات المسلسل التلفزيوني غيرلفريندز و سي اس آي: التحقيق في موقع الجريمة.
في عام 2009 ، كان جيوردانو على خشبة المسرح في بيبين في منتدى مارك تيبر ،.  في عام 2017 ، كان في إدوارد ألبيز في المنزل في حديقة الحيوان في مركز واليس أننبرج للفنون المسرحية . 

## أعمال

### أفلام
- (2008) لا يمكن تعقبها[10]
- (2010) الأيام الثلاثة القادمة

## وصلات خارجية
- تايرون جيوردانو على موقع IMDb (الإنجليزية)
- تايرون جيوردانو على موقع ألو سيني (الفرنسية)
- تايرون جيوردانو على موقع أول موفي (الإنجليزية)
- تايرون جيوردانو على موقع قاعدة بيانات برودواي على الإنترنت (الإنجليزية)
- تايرون جيوردانو على موقع قاعدة بيانات الأفلام السويدية (السويدية)
- تايرون جيوردانو على موقع قاعدة بيانات الفيلم (الإنجليزية)
- تايرون جيوردانو على موقع كينوبويسك (الروسية)